# Slang (astrologie)
De slang is het zesde dier in de twaalfjaarlijkse cyclus van de Chinese dierenriem volgens de Chinese kalender.
Karaktereigenschappen volgens de Chinese astrologie: intelligent, sluw, mysterieus, actieve geest, zeer seksueel, artistiek, organisatorisch, bizar gevoel voor humor, instinctief, financieel geluk, maar ook onbetrouwbaar, niet punctueel (leven volgens het eigen klokje), jaloers, ontrouw (ook in vriendschappen).

## Jaar van de slang
Onderstaande jaren zijn jaren die in het teken van de slang staan. Let op: de Chinese maankalender loopt niet gelijk met de gregoriaanse kalender – het Chinees Nieuwjaar valt in januari of februari. Voor de jaren volgens de gregoriaanse kalender moet daarom bij onderstaande jaartallen 1 worden opgeteld.
1905 - 1917 - 1929 - 1941 - 1953 - 1965 - 1977 - 1989 - 2001 - 2013 - 2025 - 2037 - 2049